# Ветерани німецько-радянської війни

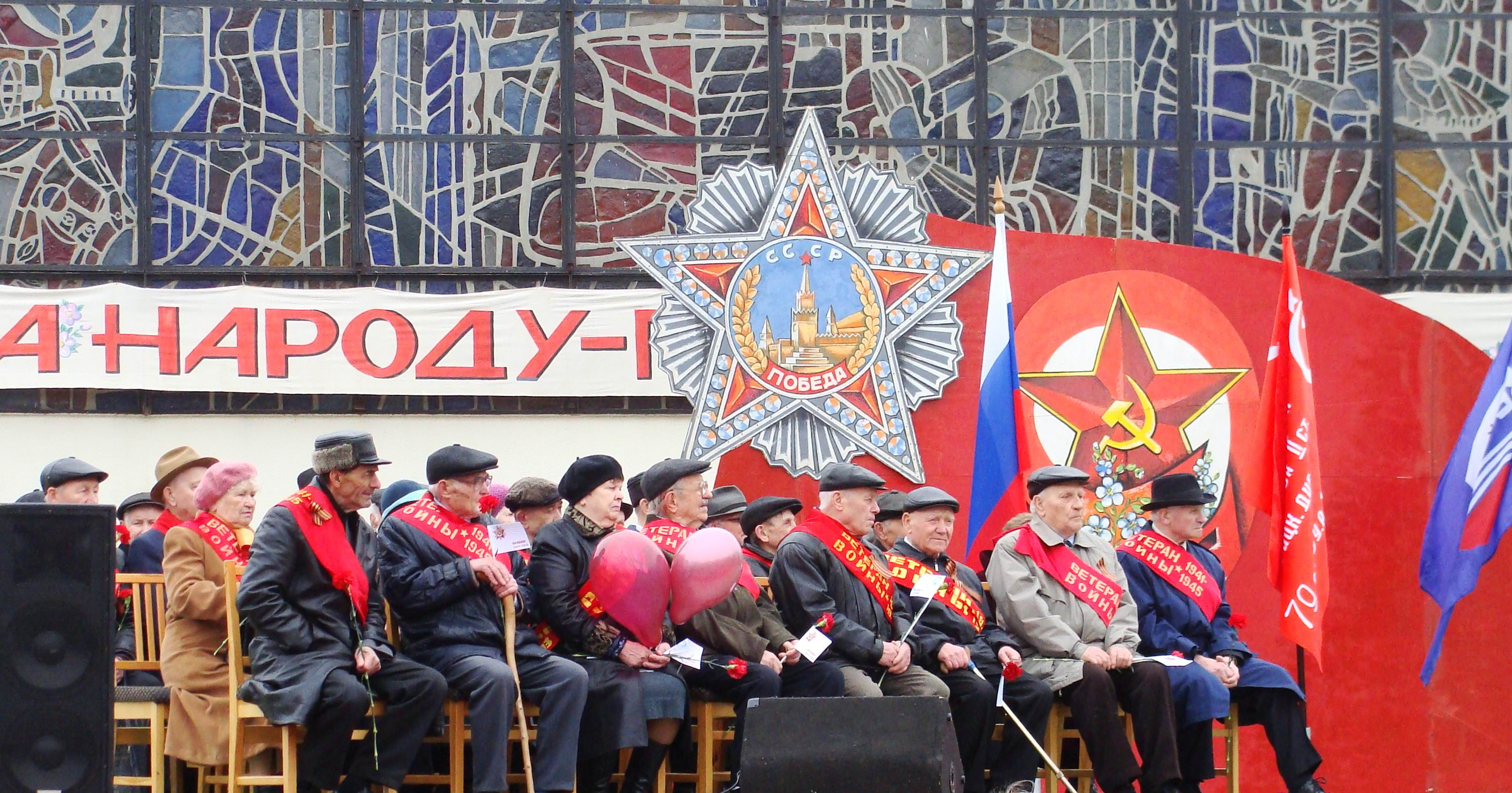
Ветерани німецько-радянської війни

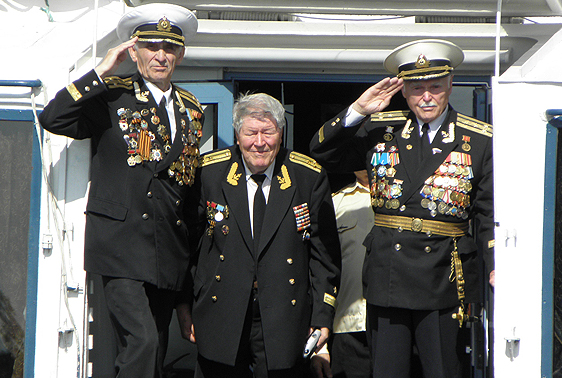
Ветерани війни на святкуванні Дня ВМФ Росії

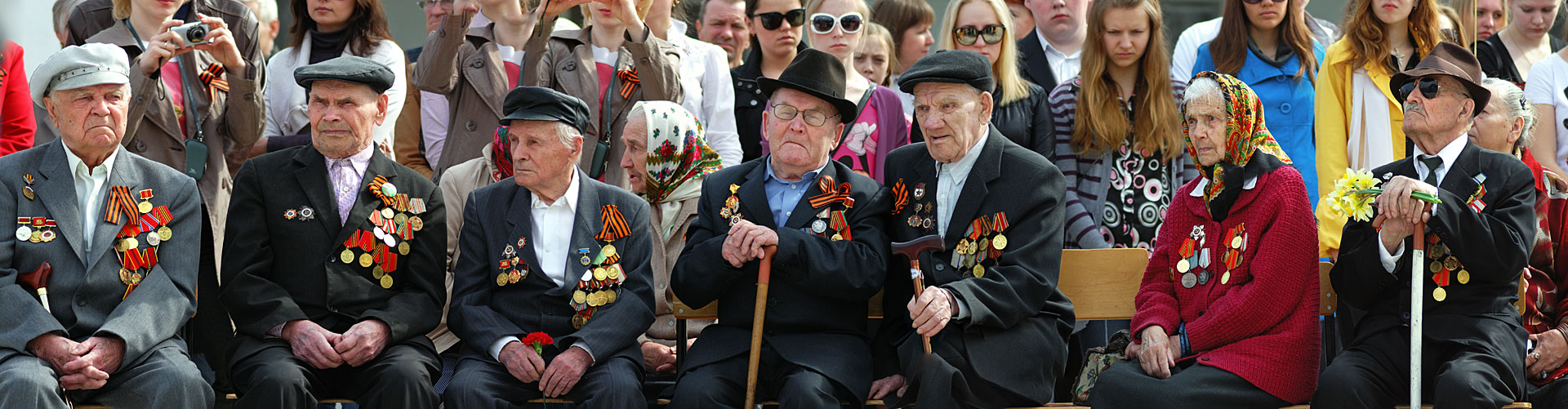
Ветерани німецько-радянської війни на святкуванні 66-ї річниці перемоги

Ветерани німецько-радянської війни — категорія осіб після 1945 року, які брали участь у німецько-радянській війні (1941—1945) на боці Радянського Союзу та Червоної армії.( Але війни такої не було , бо була Друга світова війна)

## Статус ветеранів німецько-радянської війни в СРСР
Історично першою категорією громадян СРСР, яким надавалися особливі права та пільги за їхню участь в німецько-радянській війні, були Герої Радянського Союзу та особи з інвалідністю німецько-радянської війни. Переважна кількість Героїв Радянського Союзу з'явилася у період німецько-радянської війни: 91,2 % від загальної кількості нагороджених осіб. За подвиги, здійснені в роки війни, це звання отримали 11 тисяч 657 осіб (з них 3051 посмертно), у тому числі двічі 107 (з них 7 посмертно). В числі Героїв Радянського Союзу, учасників німецько-радянської війни — 90 жінок (з них 49 посмертно). Оголошення про право цих громадян на позачергове обслуговування висіли, починаючи з перших післявоєнних років, в усіх публічних закладах, на підприємствах зв'язку та побутового обслуговування, в ощадних і залізничних касах і т. ін.
Ще до війни, постановою ЦВК і РНК СРСР від 23 квітня 1930 року був введений «Кодекс про пільги для військовослужбовців і військовозобов'язаних РСЧА та членів їхніх сімей», що надавав законодавцю вихідну точку для прийняття конкретизуючих законів і постанов. При цьому деякі пільги надавалися не лише самим військовослужбовцям, але і членам їхніх сімей. Як приклад можна назвати наказ Воєнного Міністра СРСР № 20 від 10 березня 1952 року, що вводив у дію «Інструкцію про порядок відбору і направлення військовослужбовців, членів їхніх сімей, пенсіонерів та вільнонайманого складу до санаторіїв та будинків відпочинку воєнного міністерства СРСР». Цей документ визначав, кому з членів сімей військовослужбовців можна також надавати право на лікування у військових санаторіях, яку частину вартості санаторних квитків (путівок) вони при цьому могли оплачувати і т. ін.
Однак протягом 20 років склад цієї соціальної категорії обмежувався лише військовослужбовцями та вільнонайманими громадянами, що перебували на службі в роки війни в Червоній армії. Масштабне розширення об'єму пільг і кола осіб, яким вони надавалися, почалося з приходом до влади Леоніда Брежнєва. Напередодні 20-ї річниці перемоги, 6 березня 1965 року Рада Міністрів СРСР прийняла постанову № 140 «Про розширення пільг інвалідам Вітчизняної війни та членам сімей військовослужбовців, що загинули у Велику Вітчизняну війну». Два тижні потому постановою РМ СРСР від 20 травня 1965 року № 401 пільги, раніше встановлені для осіб з інвалідністю німецько-радянської війни, були поширені «на інших інвалідів з числа військовослужбовців, що стали інвалідами внаслідок поранення, контузії або травми, отриманих під час захисту СРСР або при виконанні інших обов'язків військової служби, або внаслідок хвороби, повязаної з перебуванням на фронті».
При подальшому розширенні складу цієї пільгової категорії до неї були включені працівники тилу, нагороджені медаллю «За доблесну працю у Великій Вітчизняній війні» і медалям за оборону ряду міст-героїв (Києва, Москви, Одеси, Севастополя, Сталінграду) і регіонів СРСР (Кавказу, Заполяр'я).
В цьому ряду особливо виділяється категорія блокадників — спочатку до неї входили лише жителі міста Ленінград, нагороджені медаллю «За оборону Ленінграду», згодом — решта осіб, що працювали на підприємствах Ленінграду — спочатку з приміткою «протягом всього періоду блокади», а згодом і ті, хто був до кінця блокади евакуйований або відряджений з міста на Велику землю. На сьогодні в категорію блокадників входять всі особи, що вижили в Ленінграді під час блокади і прожили в ньому не менше чотирьох місяців.
Розширення кола осіб, що користувалися заслуженими у воєнний час пільгами, призвело до необхідності розрізняти учасників та осіб війни з інвалідністю (тобто тих, чиї права були обумовлені безпосередньою участю в боях), з одного боку, і ветеранів війни (тобто, в більшості, цивільних осіб на період німецько-радянської війни), з іншого. Разом з тим, до кінця 1980-х років абсолютна чисельність цих категорій громадян скоротилася настільки, що відміності між ними за об'ємом пільг, що існували на той момент, держава поступово нівелювала. На момент розпаду СРСР тлумачення поняття «ветеран німецько-радянської війни», таким чином, розширилося. Починаючи з 1978 року до ветеранів і партизанів, стосовно пільг, були прирівняні особи вільнонайманого складу Радянської Армії.
Пільги для ветеранів німецько-радянської війни були однаковими в кожній з 15 союзних республік СРСР. Після розпаду Радянського Союзу в найтяжчому становищі опинилися ветерани, що проживали в республіках Балтії: вони не лише позбулися пільг, але й стали (залежно від випадку та приналежністю до родів військ чи НКВС), об'єктами судового розслідування з боку влади. Спільним для решти ветеранів війни стало різке зниження їхнього життєвого рівня внаслідок інфляції, росту цін, переходу до платного медичного обслуговування та зростання квартирної плати з відповідною втратою фактичних пільг, якими ветерани традиційно користувалися.

## Чисельність ветеранів в пострадянських республіках
- Росія — менше 14 000 учасників бойових дій та інвалідів війни (2023)[3];
- Україна — 9979 учасників бойових дій (2022)[4];
- Білорусь — 1877 учасників бойових дій та осіб з інвалідністю (2021)[5]
- Казахстан — 665 учасників бойових дій та осіб з інвалідністю (2021)[6]
- Узбекистан — близько 800 (2020)[7]
- Туркменістан — близько 600 (2019)
- Литва — близько 410 (2021)
- Молдова (в тому числі Придністров'я) — 339 (2021)
- Грузія (в тому числі Абхазія та Південна Осетія) — 298 (2021)
- Вірменія — 276 (2021)
- Естонія — 12 учасників бойових дій (2023)[8];
- Азербайджан — 181 (2021)[9]
- Киргизстан — 47 учасників бойових дій та інвалідів війни (2023)[10];
- Таджикистан — 94 (2021)
- Латвія — 18 учасників бойових дій (2021)[11]